# Renato Murce
Renato Floriano Murce, né à Rio de Janeiro le 7 février 1900 où il est mort le 26 janvier 1987, est un animateur de radio et acteur brésilien. 

## Biographie
En 1930, Renato Murce crée le programme Cenas escolars sur la Rádio Nacional do Rio de Janeiro, histoire d'un personnage nommé Manduca, enfant à problèmes, qui cause toutes sortes de soucis en classe. L'émission est l'occasion de parler clairement des problèmes scolaires de l'époque. Le Département de la presse et de la propagande (DIP) du gouvernement fédéral de Getúlio Vargas, finit par l'interdire mais Murce n'abandonne pas le projet. Il le rebaptise Piadas do Manduca (Les blagues de Manduca), et parvient alors à rester à l'antenne pendant vingt ans. 
En 1941, le feuilleton radiophonique Em busca da felicidade (À la recherche du bonheur) est diffusé pendant trois ans. Il s'agit du premier feuilleton radiophonique enregistré au Brésil. O Direito de Nascer (Le droit de naître), adapté d'un texte cubain de Félix Caignet, est ensuite créé. Ce feuilleton est suivi des séries o Homem Atômico (Angel : l' homme atomique), Jerônimo - o herói do sertão (Jerônimo, le héros de l'arrière-pays), Presídio de mulheres (La prison des femmes), ou parmi d'autres, Felicidade (Le bonheur) dans lesquels Renato Murce joue les rôles principaux. 
À la fin des années 1940 , Murce est invité à diriger la station de radio Transmissora (une station de courte durée), retournant à la station de radio Nacional le 25 mars 1948 jusqu'à sa retraite.
La veine humoristique de Murce est aussi présente à la télévision avec Papel Carbono dans le rôle de Piadas de Manduca, sur TV Rio (en) dans les programmes de Flávio Cavalcanti (pt) et Jota Silvestre (pt), et sur PRK-30. Certains des programmes créés à la télévision sont inspirés des types et des situations créés dans les années 1940 et 1950. Des émissions télévisées telles que Escolinha do Professor Raimundo sur TV Globo et Escolinha do Golias (TV Rio et SBT) sont aussi influencées par le travail de Murce.
Murce a continué à travailler après sa retraite, même après avoir été victime d'une crise cardiaque dont il ne s'est jamais remis. Il a animé l'émission de radio Ontem, hoje e sempre (Hier, aujourd'hui et toujours), diffusant des archives, pendant de nombreuses années.

## Filmographie
- 1939 : Futebol em Família (pt) : Hugo Stampa
- 1945 : Loucos por Música
- 1952 : Amei um Bicheiro (pt)
- 1956 : Doutora é Muito Viva
- 1957 : Rio Fantasia (pt) : Freitas
- 1960 : Aí Vem a Alegria :	Radialista
- 1961 : Três Colegas de Batina : Padre Guardião
- 1965 : Crime de Amor : Pai de Cacilda